# Lídion
El lídion (en grec antic λύδιον, lydion; plural lydia) fou un tipus de vas grec antic. És un recipient petit o mitjà, de cos esfèric, sense anses, sobre un peu estret, relativament alt, de forma cilíndrica o cònica. El coll n'és de longitud variable, i es troba amb el cos en un angle agut, i té un llavi horitzontal.
Es van produir sobretot durant el període arcaic en el segle vi abans de la nostra era. S'exportaren per tota la Mediterrània i s'imitaren en molts llocs. Va ser particularment popular a l'àrea grega oriental, com la jònica, i imitaven els tipus de vasos de l'antiga Lídia, amb línies o bandes concèntriques, d'on ve el seu nom, tot i que sembla una probable derivació de l'Antic Egipte.
S'utilitzava en els ritus funeraris de l'Antiga Grècia, com a recipient d'ungüents del tipus bakkaris (βάκκαρις) o de l'aigua lustral amb la qual es rentava el difunt. A penes es va produir a Atenes i són escasses les peces que tinuen decoració figurativa, tot i que, per exemple, al Museu Arqueològic Nacional de l'estat espanyol, hi ha un lídion que conté una escena funerària de ploramorts estirant-se els cabells en un costat i d'hòmens aixecant les mans en senyal de dol, en figures negres (Inventari 10939).

## Galeria

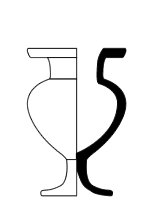
Forma de lídion per dins i per fora
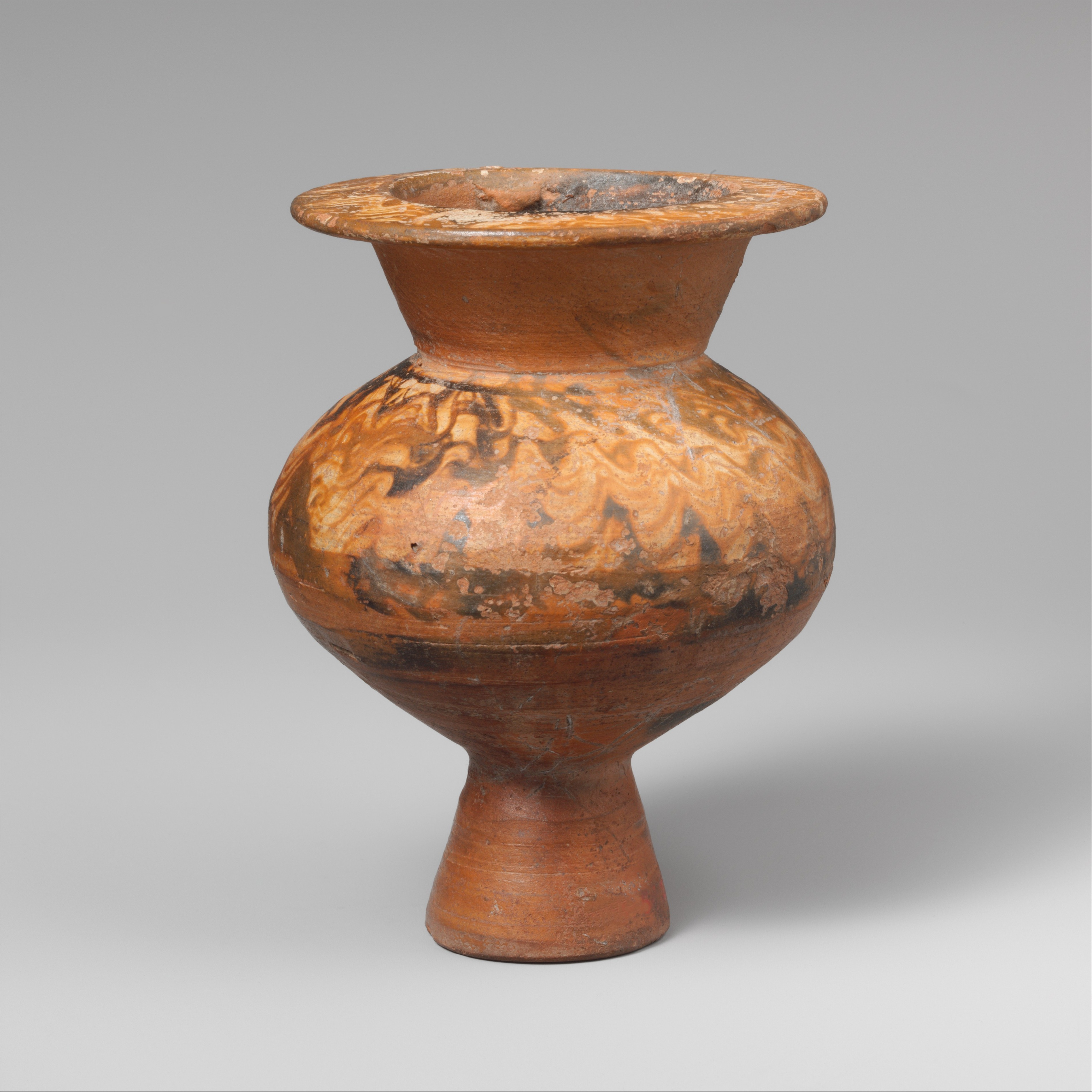
Lídion, c. 500 ae
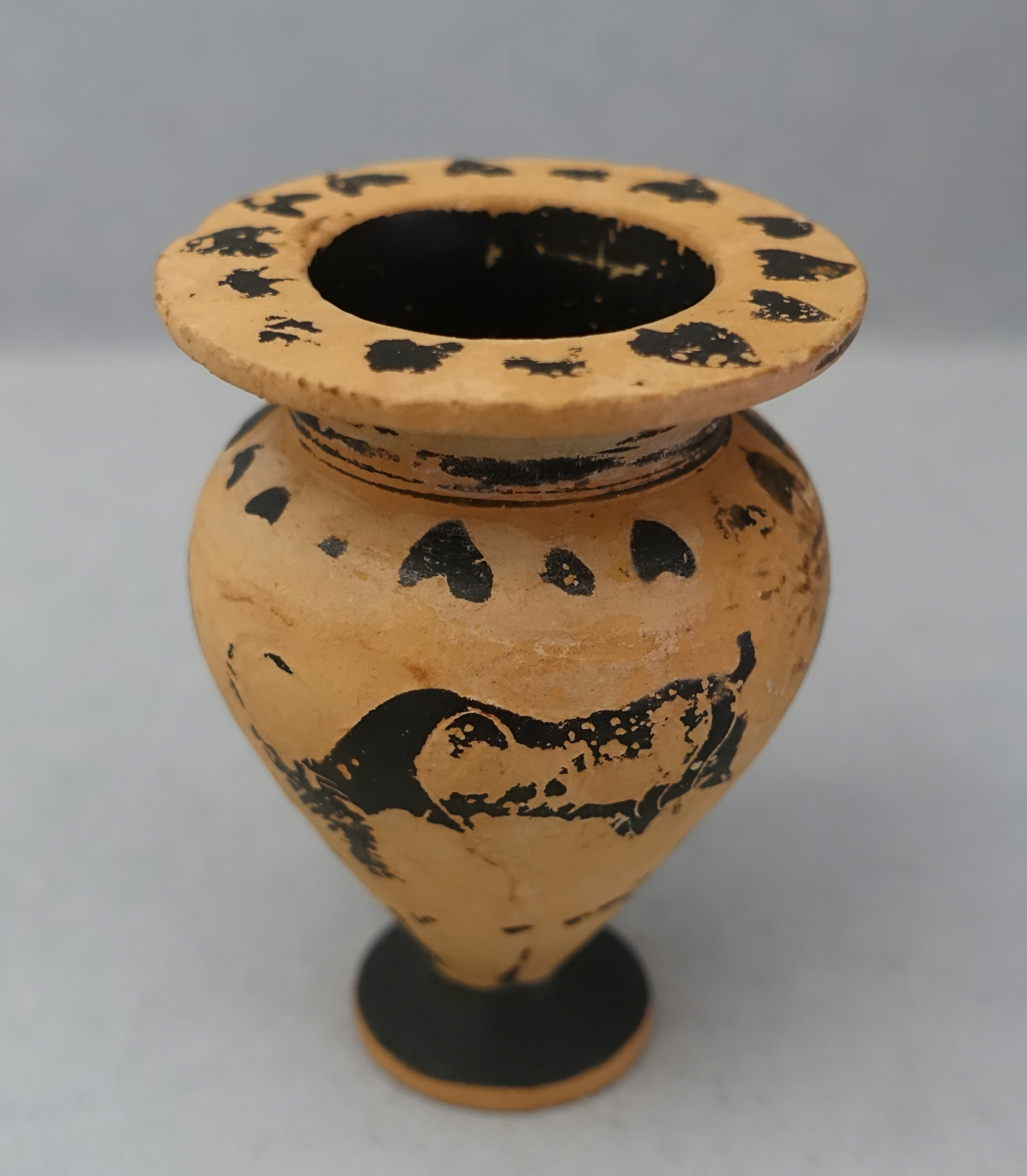
Lídion, c. 550 ae
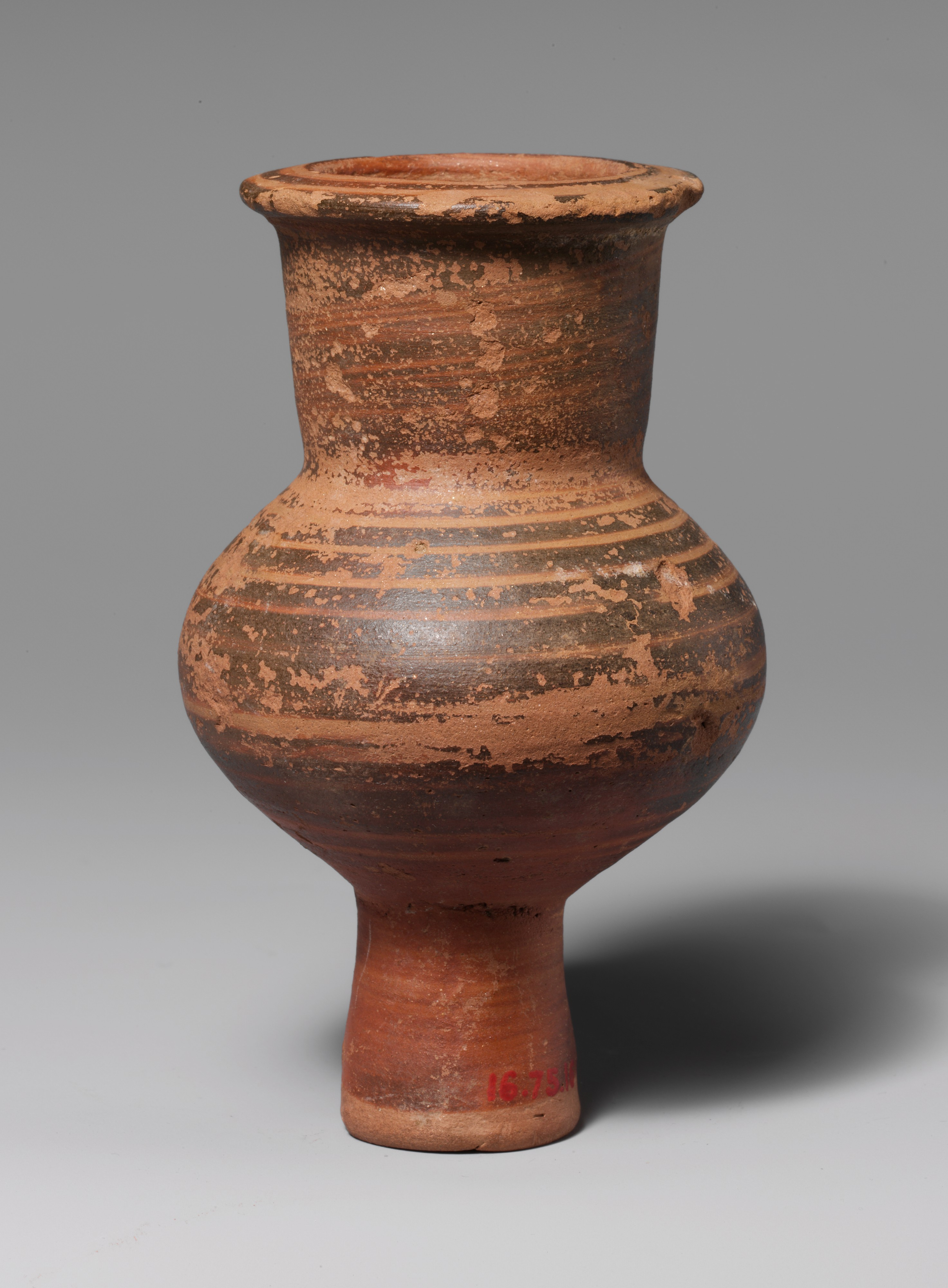
Lídion, c. 500 ae
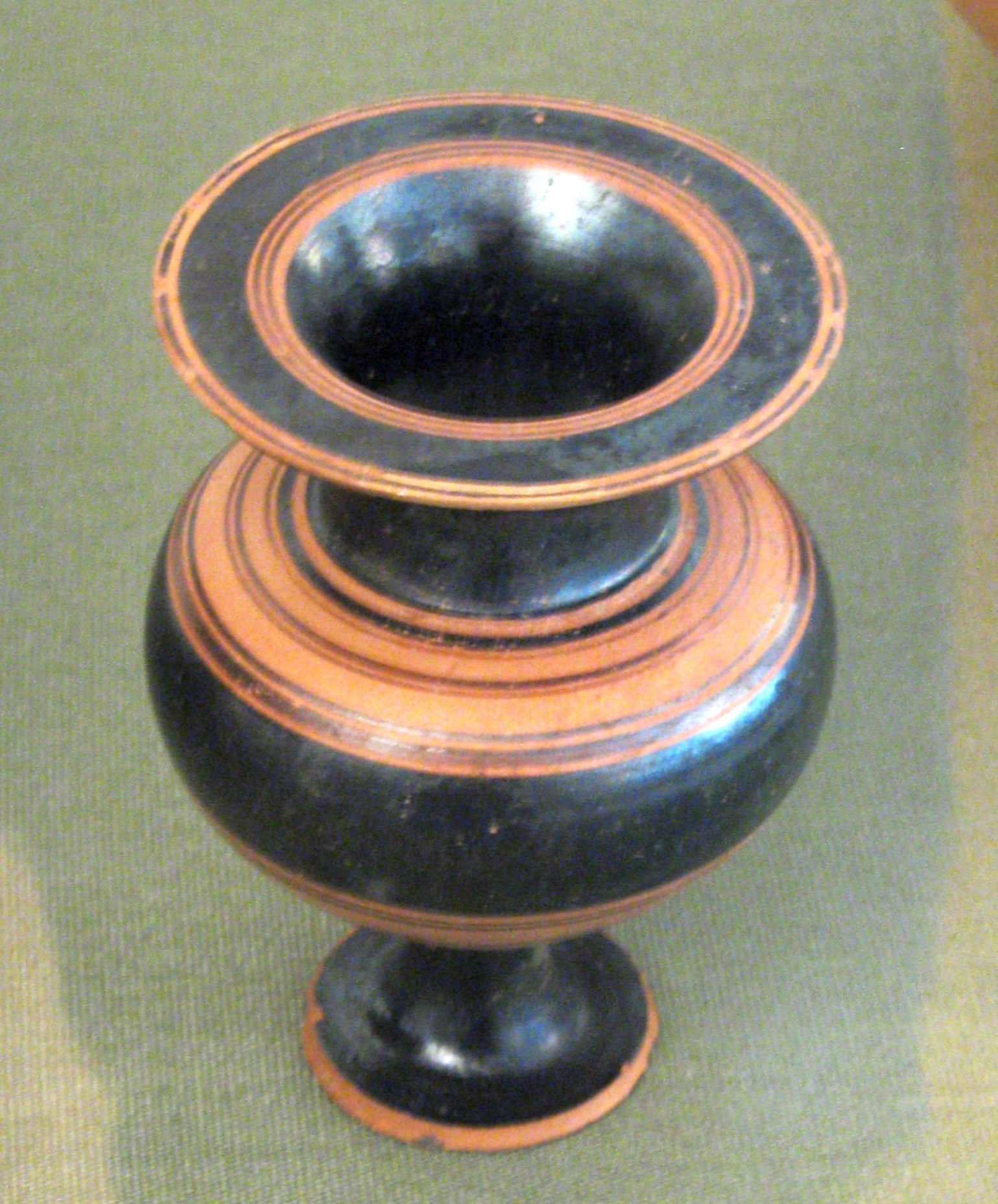
Lídion, c. 550–500 ae

- Ceràmica grega
- Lècit